# Gertrude de Babenberg
Gertrude de Babenberg, également appelée Gertrude d'Autriche, née en 1226 et morte le 24 avril 1288 à Seusslitz, est princesse de la maison de Babenberg, nièce du duc Frédéric II d'Autriche. Après la mort de Frédéric sans enfant, Gertrude et sa tante Marguerite sont héritières.

## Biographie
Gertrude est la seule fille de Henri de Babenberg (1208-1228) et de son épouse Agnès (1205-1247), une fille du landgrave Hermann Ier de Thuringe. Henri, fils aîné du duc Léopold VI d'Autriche, se révolta contre son père ; il mourut peu après et son frère cadet Frédéric succéda à  leur père dans le duché d'Autriche en 1230. La fille aînée de Léopold, Marguerite, épousa le roi Henri II de Hohenstaufen, fils de l'empereur Frédéric II, en 1225.
Le duc Frédéric II d'Autriche, dit « le Querelleur », était constamment en conflit avec ses voisins en Bohême, en Bavière et en Hongrie. Afin de faire cesser les hostilités, sa nièce Gertrude fut fiancée à Vladislav, fils ainé du roi Venceslas Ier de Bohême, en 1237. Deux ans plus tard, toutefois, Frédéric  parvint à etablir une étroite relation avec la maison impériale des Hohenstaufen et il crut pouvoir abandonner l'accord avec le souverain bohémien. Dans cette perspective, le duc commença à négocier les fiançailles de sa nièce avec l'empereur Frédéric II. À la suite du changement politique de son oncle, Gertrude était confrontée à une union conjugale avec le monarque presque quinquagénaire qui avait été excommunié par le pape. La jeune femme n'avait pas l'intention de renoncer à son mariage avec Vladislav ; par conséquent, elle a refusé de comparaître devant la diète de Vérone en 1245, où l'alliance aurait été scellée.
L'année suivante, le duc Frédéric d'Autriche meurt dans le combat contre les forces du roi Béla IV de Hongrie sur les rives de la Leitha. Gertrude se trouve être l'héritière de son oncle qui demeure sans descendance. En peu de temps, son mariage avec Vladislav a lieu ; ce dernier est nommé margrave de Moravie par son père. Ce lien avec les Babenberg offrait aux Přemyslides la perspective d'ajouter le duché d'Autriche à leurs droits sur la couronne de Bohême, mais leurs espoirs furent déçus lorsque le jeune marié mourut subitement le 3 janvier 1247.
Veuve, Gertrude, désormais âgée de   22 ans, épouse en 1248 le margrave Hermann VI de Bade-Bade. Le couple a deux enfants, Frédéric, né en 1249 au manoir d'Alland au sud-ouest de Vienne, et Agnès. Le mari de Gertrude contrôle partiellement une partie de l'Autriche et de la Styrie pour le compte de l'empereur Frédéric II ; néanmoins, il eut beaucoup de difficultés pour s'imposer face à la résistance de la noblesse locale. Pendant ce temps, Gertrude et ses enfants avaient été  temporairement déplacés à la cour du margrave Conrad de Misnie. Mais Hermann de Bade décéda subitement le 4 octobre 1250; des rumeurs d'empoisonnement ont couru. 
Deux fois veuve, Gertrude, duchesse d'Autriche et de Styrie, résidait au château de Kahlenberg au nord de Vienne. Ayant refusé de repondre à la demande du pape Innocent IV d'épouser Floris de Hollande, fils cadet de l'antiroi Guillaume, elle perdra ensuite le soutien de la curie romaine. De plus, les forces d'Ottokar II de Bohême, second fils du roi Venceslas Ier et frère de son défunt premier mari, envahirent l'Autriche. À la suite de négociations avec les États Ottokar épouse à son tour le 11 février 1252, Marguerite de Babenberg, la propre tante de Gertrude, qui est l'aînée de son jeune époux de 18 ans. Tellement affaiblie, Gertrude se voit dépossédée de ses droits sur son patrimoine. Elle a conclu un pacte avec Béla IV de Hongrie et épouse en troisièmes noces un parent du roi, le prince Roman Danilovitch, fils du prince Daniel de Galicie, à l'été 1252. 
Toutefois, sans perspective de gouverner, Gertrude fut répudiée par son 3e époux l'année suivante. Le 3 avril 1254, un traité fut conclu à Buda selon lequel le duché d'Autriche passa à Ottokar II. Gertrude se retira dans les domaines de Voitsberg et de Judenburg en Styrie. Puisque la duchesse n'était pas prête à renoncer à ses droits, Ottokar l'obligea à s'établir à Slovenska Bistrica (Windisch-Feistritz). Après la mort de son fils Frédéric, executé avec Conradin de Hohenstaufen à Naples en 1268, elle fut bannie du pays.
Gertrude mourut le 24 avril 1288 (ou 1299) comme abbesse du couvent des Clarisses à Seusslitz dans le margraviat de Misnie.

## Postérité
De son union avec Hermann VI de Bade elle laisse :
- Frédéric (né en 1249, † 29 octobre 1268), décapité à Naples avec son ami Conradin de Hohenstaufen.
- Agnès (née en 1250, † 2 janvier 1295), ∞ en 1263 le duc Ulrich III de Carinthie († 1269), ∞ en 1270 le comte Ulrich II de Heunburg († 1308)

De son troisième mariage en 1252 avec Roman (né vers 1230 – mort vers 1261), Prince de Ruthénie noire (Navahroudak) (vers 1255 – 1260) et de Slonim qui la répudie en 1253, elle laisse également une fille :
- Maria (née en 1253), ∞ Joachim de Guthkeled, fils du ban Étienne de Slavonie, gouverneur hongrois en Styrie.